# Ópusztaszer
Ópusztaszer (1974-ig Sövényháza) község Csongrád-Csanád vármegyében, a Kisteleki járásban. A Pusztaszeri Tájvédelmi Körzet közepén, a Tiszától nyugatra található. Közúton: az 5-ös úton Kistelektől kb. 7 km.

## Fekvése
Csongrád-Csanád vármegye nyugati részén, a Tiszától körülbelül 10 kilométerre nyugatra, Szegedtől 25, Kistelektől 7, Budapesttől 150 kilométerre található.
A környező települések közül Bakssal és Dóccal a 4519-es, Kistelekkel pedig az 5411-es út köti össze. Az ország távolabbi részei felől az 5-ös főúton közelíthető meg a legegyszerűbben, kisteleki letéréssel.

## Története

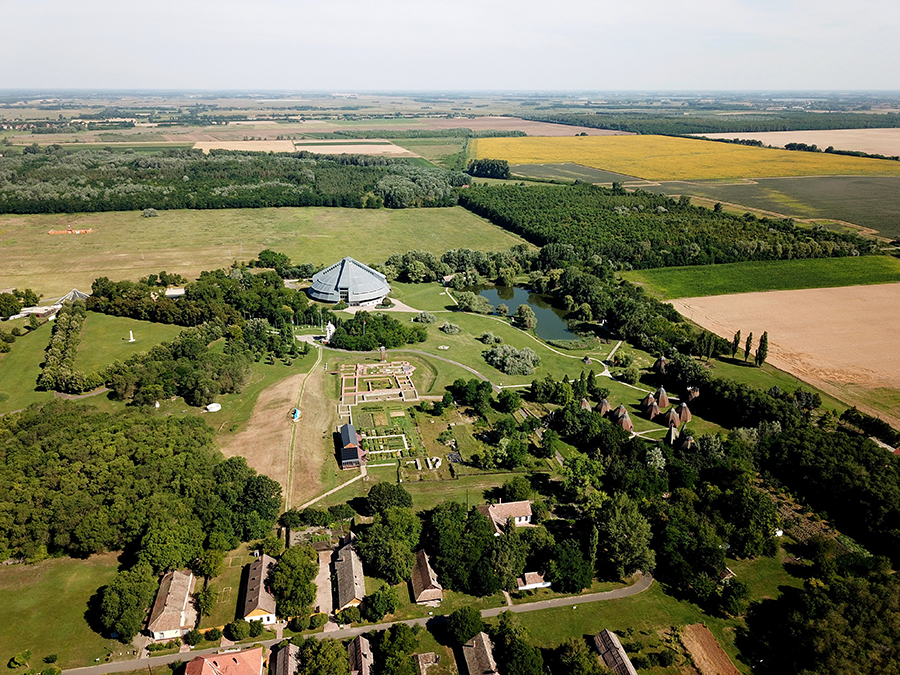
Ópusztaszer, erődített monostor légi fotón

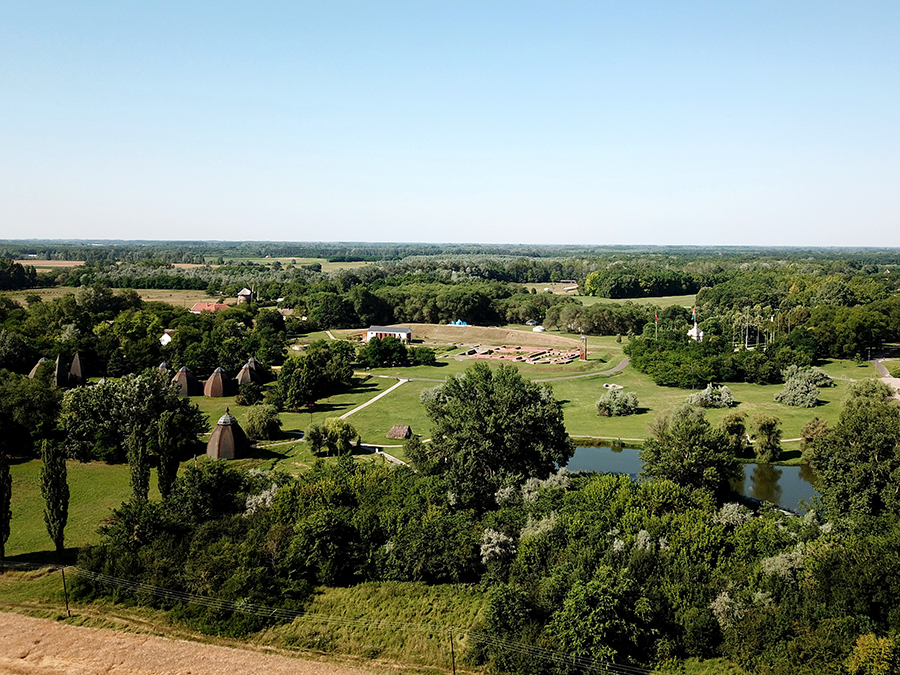
Erődített monostor légi felvételen (Ópusztaszer)

Ópusztaszer nevét 1200 körül említette először oklevél Scerii néven. 1233-ban Zerr, 1266-ban Scer, 1283-ban Zeer néven írták.
Anonymus leírása szerint a honfoglaló magyarok a Körtvélytóhoz (Curtueltou) értek, és a Gyümölcsény nevű erdőnél 34 napot eltöltve Árpád és nemesei gyűlést tartottak, ahol megállapították az ország törvényeit: „szerét ejtették” az ország dolgainak. A gyűlés emlékére pedig a helyet Szer-nek nevezték el.
Györffy György történész szerint Anonymus adatainak történeti értéke kétes: lehet, hogy a forrás csupán utólagos névmagyarázat. Azonban annál több hitelt érdemel az az adatközlés, mely szerint a honfoglaláskor Ond vezér és fia, Ete vezér telepedett meg itt, akitől a Bár–Kalán nemzetség származik. A nemzetség később itt építette fel monostorát, mely a jelentős egyházak közé tartozott, ami abból is kitűnik, hogy sórészesedését a király 1000 kősóban állapította meg.
1318-ban ez volt Károly Róbert király tartózkodási helye.
Sövényháza nevét 1348-ban említette először oklevél Suenhaz néven. Nevét a sövényből készült, tapasztott házairól kaphatta.
Sövényháza a török hódoltság végéig virágzó falu volt, egy 15. századból származó oklevél pedig mezővárosként említi.
1553-ban a török defterek összeírásakor még 92 házat írtak össze a településen, és plébánia temploma is volt, melynek romjai a 20. század elején még láthatóak voltak a Szer-monostor romjaitól délkeletre 800 m-re, a Kápolnai erdei határszélen. Később azonban a falu elnéptelenedett.
A török hódoltság után a terület kamarai tulajdon volt.
1803-ban gróf Zichy Leopoldina, Pallavicini János Károly özvegye vásárolta meg a Mindszent-Algyői uradalmat, és ott dohánytermesztésbe kezdett, dohánykertészeket telepítve a birtokra.
1930-ban a környező uradalmi kishaszonbérletekben lévő 300-500 tanyán már több mint másfél ezer ember élt. Sövényháza lakossága ekkor Bakssal és Dóccal együtt már 6872 fő volt, a területnek azonban falumagja még nem volt. Az elszórtan fekvő tanyák úgynevezett községközpontjában az 1800-as években épült fel a kastély, közelében pedig a községháza; tőle 1 km-re az alsó-pusztaszeri, vagy központi major, és mindkettőtől távolabb 1925-ben épült fel a katolikus templom.
Sövényháza falumagja az 1945 után felparcellázott telkeken bontakozott ki. A környező tanyák lakói az 1970-es évek közepétől kezdtek tömegesen a faluba költözni. 1974-ben átnevezték a települést Ópusztaszerre.

## Közélete

### Polgármesterei
- 1990–1994: Kecskeméti János (független)[3]
- 1994–1998: Kecskeméti János (független)[4]
- 1998–2002: Makra József (független)[5]
- 2002–2006: Makra József (független)[6]
- 2006–2010: Makra József (független)[7]
- 2010–2014: Makra József (független)[8]
- 2014–2019: Makra József (független)[9]
- 2019–2024: Makra József (független)[10]
- 2024– : Makra József (független)[1]

## Népesség
| Lakosok száma | 2292 | 2251 | 2178 | 2147 | 1964 | 1989 | 1979 |
|               | 2013 | 2014 | 2017 | 2021 | 2022 | 2023 | 2024 |

2001-ben a település lakosságának közel 100%-a magyar nemzetiségűnek vallotta magát.
A 2011-es népszámlálás során a lakosok 81,4%-a magyarnak, 1% cigánynak, 0,6% románnak, 0,2 németnek, 0,2% szerbnek mondta magát (18,3% nem nyilatkozott; a kettős identitások miatt a végösszeg nagyobb lehet 100%-nál). A vallási megoszlás a következő volt: római katolikus 45,5%, református 2%, felekezeten kívüli 12,8% (38,9% nem nyilatkozott).
2022-ben a lakosság 92,1%-a vallotta magát magyarnak, 0,5% cigánynak, 0,5% németnek, 0,4% románnak, 0,1-0,1% bolgárnak, ruszinnak, szlovénnek és szerbnek, 1,5% egyéb, nem hazai nemzetiségűnek (7,8% nem nyilatkozott; a kettős identitások miatt a végösszeg nagyobb lehet 100%-nál). Vallásuk szerint 36,1% volt római katolikus, 3% református, 0,3% görög katolikus, 0,3% ortodox, 0,1% evangélikus, 0,1% izraelita, 1% egyéb keresztény, 2% egyéb katolikus, 22,9% felekezeten kívüli (34,2% nem válaszolt).

## Nevezetességei
Ópusztaszer leginkább a Nemzeti Történeti Emlékparkról ismert, azon belül is az ott található, Feszty Árpád festette és róla elnevezett Feszty-körképről.
Ezen kívül itt található még az egykori Pallavicini-kastély, a Szer-monostora (ez egy romkert), valamint a Csillagösvény labirintus is, ami egy tematikus sövénylabirintus és élménypark, illetve itt van a Csete György és Dulánszky Jenő tervezte Erdők temploma, valamint egy turul-szobor is.

## Képgaléria

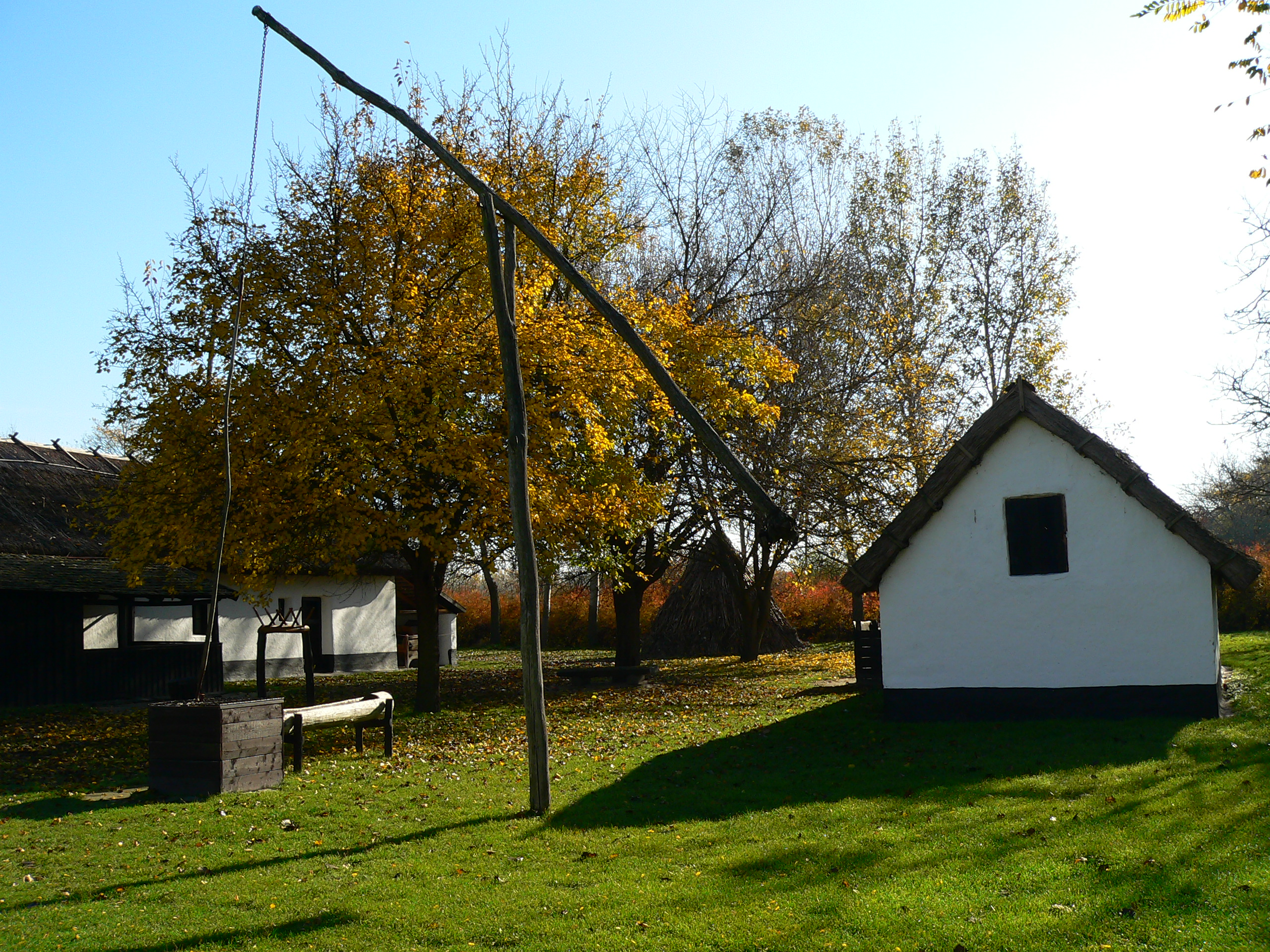
Restaurált parasztház a faluban
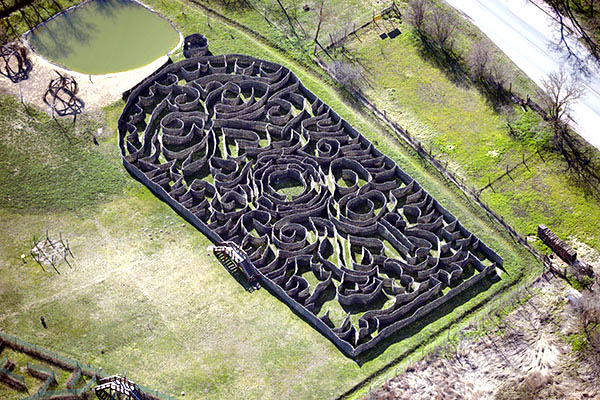
Csillagösvény labirintus
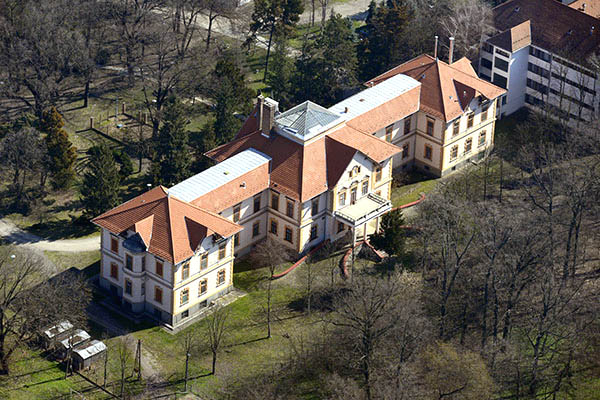
Pallavicini-kastély
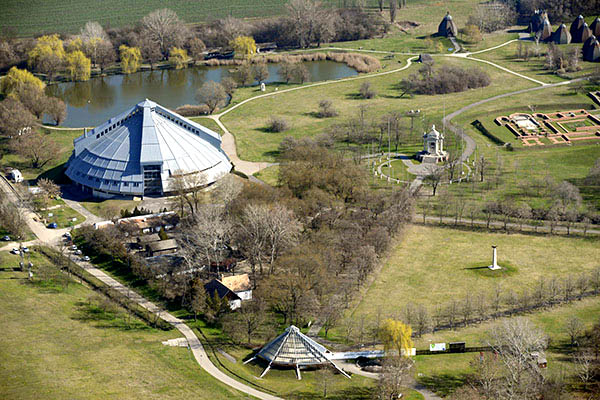
Légi fotó
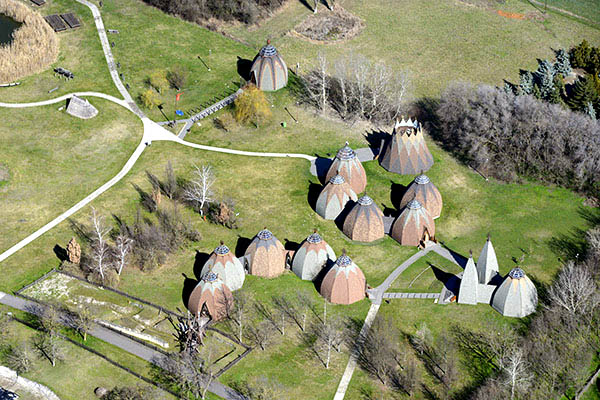
Erdők temploma
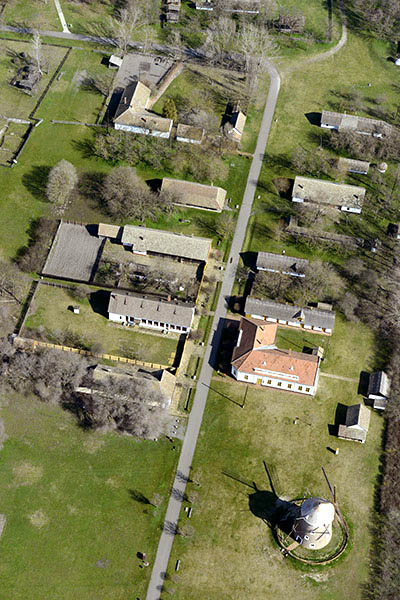
Utca részlet, légi fotó
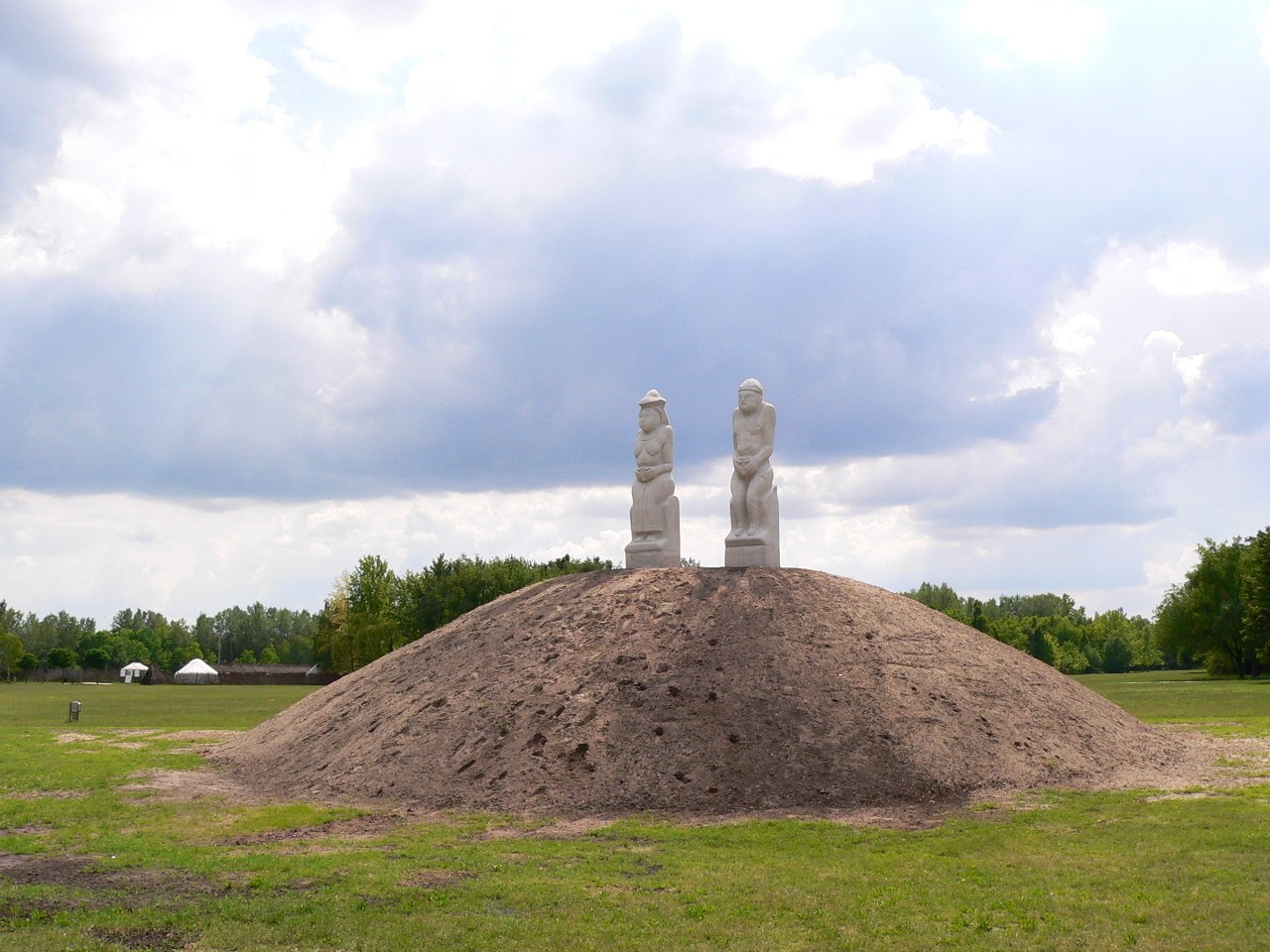
Kun szoborpár
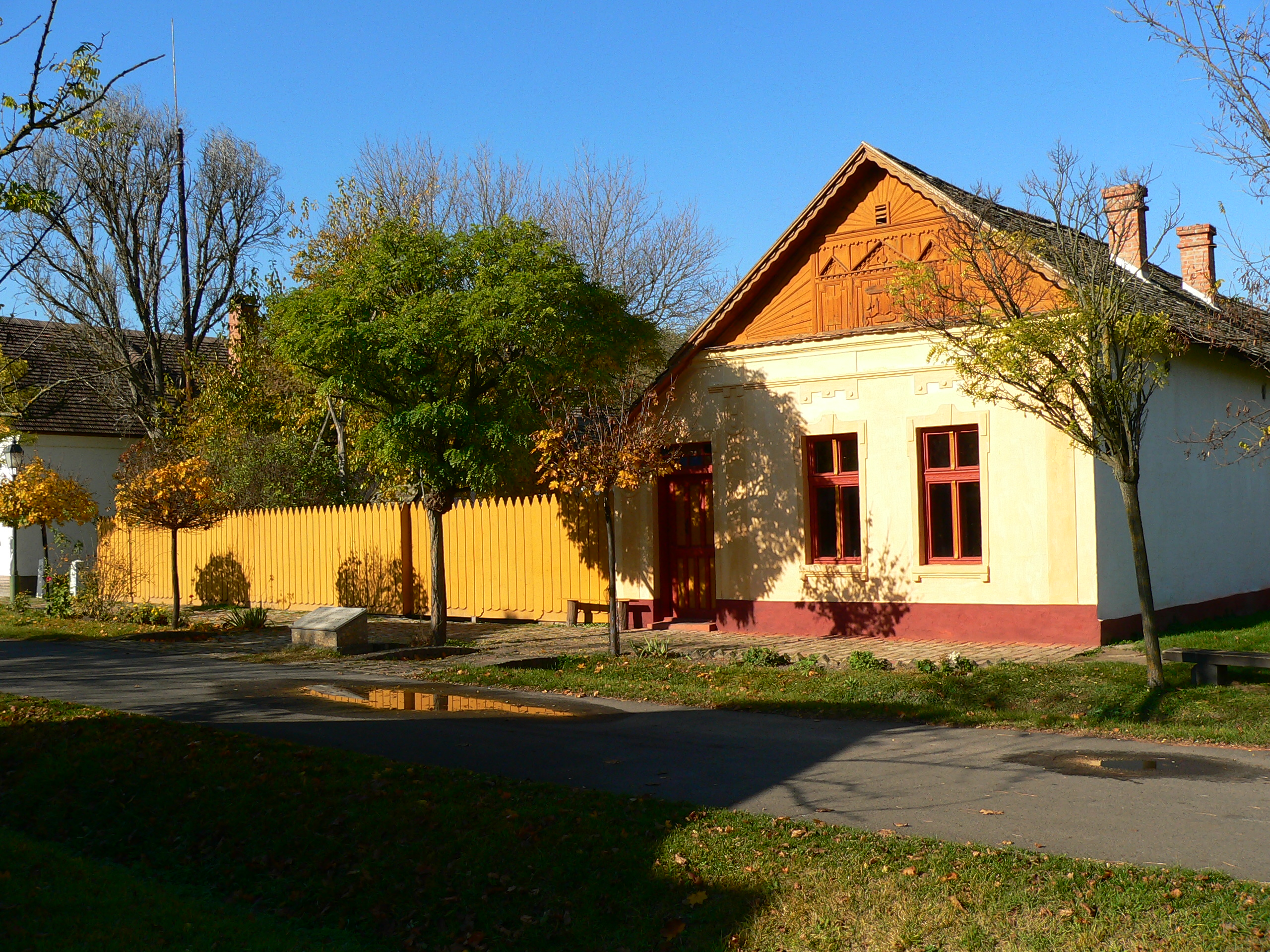
Utcarészlet
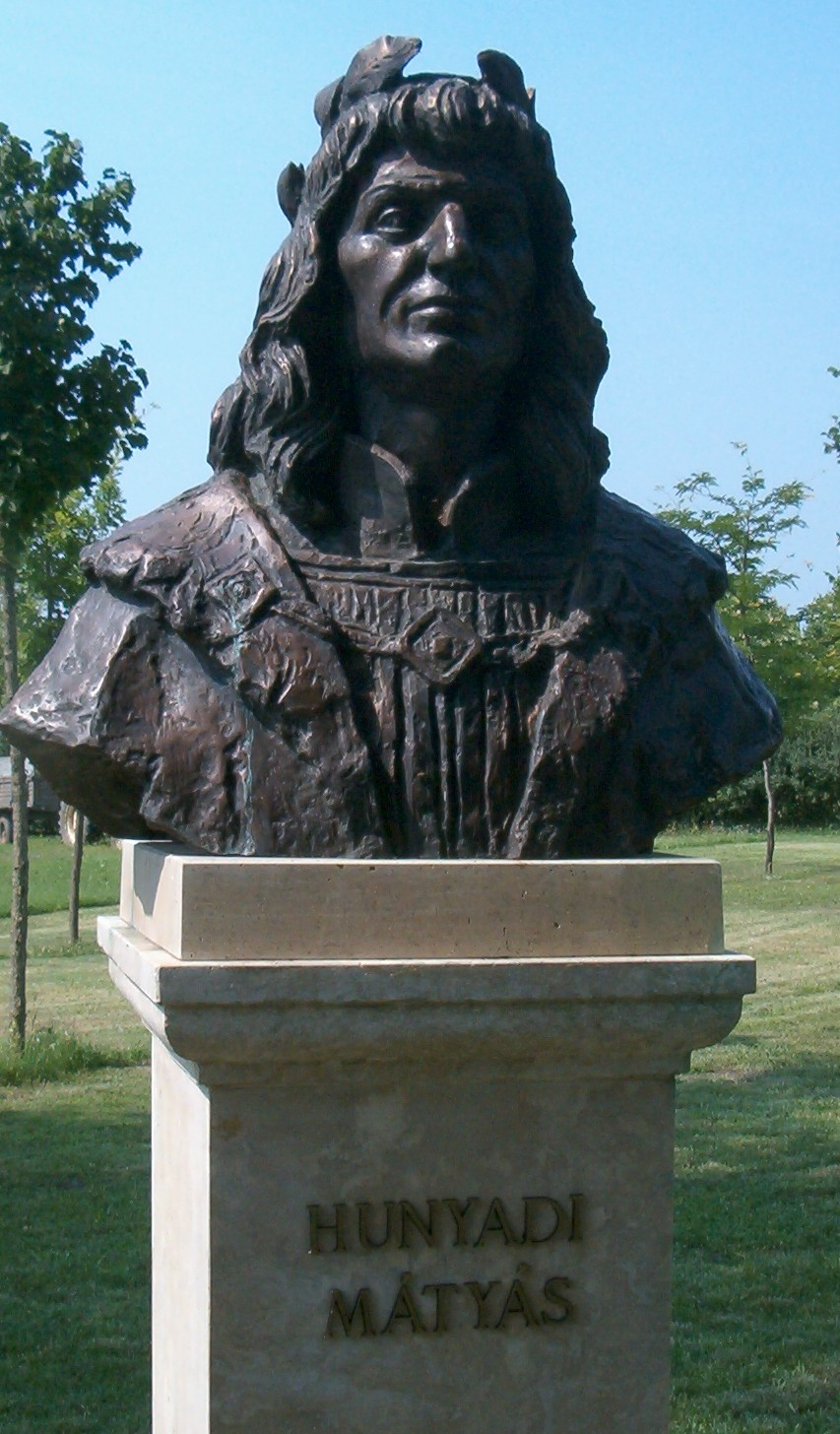
Mátyás király szobra a Nemzeti Történeti Emlékparkban, Gábor Éva Mária alkotása